# Будно (Підляське воєводство)
Будно (пол. Budno) — село в Польщі, у гміні Янув Сокульського повіту Підляського воєводства.
Населення — 67 осіб (2011).
У 1975-1998 роках село належало до Білостоцького воєводства.

## Демографія
Демографічна структура станом на 31 березня 2011 року:
|          | Загалом | Допрацездатний вік | Працездатний вік | Постпрацездатний вік |
| -------- | ------- | ------------------ | ---------------- | -------------------- |
| Чоловіки | 34      | 6                  | 24               | 4                    |
| Жінки    | 33      | 8                  | 14               | 11                   |
| Разом    | 67      | 14                 | 38               | 15                   |